# Lali Espósito
Mariana Espósito (sinh ngày 10 tháng 10 năm 1991), thường được biết đến với nghệ danh Lali Espósito hay Lali, là một nữ ca sĩ, nhạc sĩ, diễn viên, vũ công và người mẫu người Argentina.
Espósito bắt đầu sự nghiệp với tư cách là một nữ diễn viên và ca sĩ nhí vào năm 2003 khi cô tham gia vào đoàn làm phim thiếu nhi telenovela Rincón de Luz, do nhà sản xuất Cris Morena tạo ra. Cô đã có những vai phụ khác sau đó trong các phim telenovela Chiquititas và Floricienta và một vai chính trong Casi Ángele, phim này làm cô thêm nổi tiếng ở Mỹ Latinh, Trung Đông và Châu Âu.
Từ năm 2007 đến 2012, Espósito, cùng với bốn diễn viên khác từ Casi Ángele, là một phần của ban nhạc pop tuổi teen Teen Angels, với nguồn gốc từ phim truyền hình cùng tên. Nhóm đã thành công về mặt thương mại trên phạm vi quốc tế và lưu diễn khắp Argentina và các quốc gia như Israel, Tây Ban Nha, Ý và Mỹ Latinh. Espósito cũng hát trong các bản nhạc của Rincón de Luz và Chiquititas. Sau vai diễn trong bộ phim telenovela Cuando me sonreís năm 2011 không thành công và vai diễn Abigail Williams trong tác phẩm The Crucible của Buenos Aires, Espósito đã ra mắt lần đầu trong bộ phim La pelea de mi vida vào năm 2012, đóng cùng Mariano Martínez và Federico Amador. Vào tháng 1 năm 2013, cô bắt đầu diễn xuất trong bộ phim hài truyền hình Solamente Vos, với tư cách là con gái của nhân vật Adrián Suar. Vào năm 2015, Espósito đã thể hiện vai chính đầu tiên của mình trên TV, nhân vật "Esperanza" trên Esperanza mía. Album nhạc phim của nó, trong đó cô có mặt trên 9 trong số 11 bài hát, đã nhận được chứng nhận bạch kim ở Argentina vì đã bán được hơn 40.000 bản.
Album phòng thu solo đầu tay của cô, A Bailar, được phát hành vào ngày 21 tháng 3 năm 2014, với những ảnh hưởng của nhạc pop và EDM. " A Bailar " đã được phát hành dưới dạng đĩa đơn của album đồng âm. Album này đã tạo thêm mới các đĩa đơn " Asesina ", " Mil Años Luz ", " Del Otro Lado " và " Histeria ". Album này đạt vị trí thứ 5 tại Argentina và vị trí thứ 3 tại Uruguay. Năm 2016, cô phát hành album phòng thu thứ hai Soy sau khi phát hành các bài hát "Unico" và " Soy" trước đó. Cả hai album đều được chứng nhận album vàng tại Argentina bởi Phòng sản xuất video và ghi âm của Argentina (CAPIF).
Các giải thưởng của Espósito bao gồm hai giải thưởng Gardel, bốn giải thưởng âm nhạc MTV châu Âu, một giải thưởng dành cho trẻ em, mười ba giải thưởng dành cho trẻ em Argentina, sáu giải thưởng Mill Mill Years, một giải thưởng âm nhạc Latin Latin, một giải thưởng Martin Fierro, một giải thưởng Tato Giải thưởng âm nhạc Latin của Billboard, Premios Lo Nuestro và Giải thưởng phim truyền hình quốc tế Seoul. Năm 2015, Infobae đánh giá Espósito là một trong 10 phụ nữ có ảnh hưởng nhất ở Argentina.